# Денієл Атта
Денієл Атта (англ. Daniel Attah; 20 листопада 1978) — нігерійський професійний боксер.

## Аматорська кар'єра
На Іграх Співдружності 1994 програв у другому бою.
На Всеафриканських іграх 1995 завоював бронзову медаль.
На Олімпійських іграх 1996 переміг Лінч Іпера (Папуа Нова Гвінея) і програв Яношу Надь (Угорщина) — 12-14.

## Професіональна кар'єра
1996 року у свій 18-ий день народження дебютував на професійному рингу, вигравши впродовж 1996—1999 років 18 з 20 боїв.
25 лютого 2000 року виграв титул WBO NABO у другій напівлегкій вазі. 28 квітня 2001 року переміг Аріеля Альберто Ністаля (Аргентина) в елімінаторі WBO у другій напівлегкій вазі за право зустрітися з поточним володарем титулу WBO Аселіно Фрейтасом (Бразилія).
Поєдинок між Атта і чемпіоном WBO та WBA (Super) у другій напівлегкій вазі 
Фрейтасом відбувся 3 березня 2002 року. Атта зазнав першої поразки, програвши одностайним рішенням.
Після цього в кар'єрі Атта поразок було значно більше, ніж перемог. В наступних боях він зазнав ще 21 поразки, програвши, зокрема таким бійцям, як Нейт Кемпбелл (США), Антоніо ДеМарко (Мексика), Роман Мартінес (Пуерто-Рико), Мігель Васкес (Мексика), Роберт Істер (США), Демаркус Корлі (США).